# Жакоб, Жиль
Жиль Жакоб (фр. Gilbert Jacob и Gilles Jacob, род. 22 июня 1930, XVII округ Парижа) — французский кинокритик, продюсер, режиссёр. Президент Каннского кинофестиваля с 2001 по 2014 год. С 1977 по 2001 год был художественным руководителем этого же кинофестиваля.
Жакоб, будучи евреем, чудом избежал смерти от рук нацистов благодаря тому, что спрятался от них за фисгармонией. Луи Малль изобразил схожую сцену в фильме «До свидания, дети».
Ещё будучи студентом, выпустил киножурнал «Raccords», который выходил с 1950 по 1951 год. Одной из первых в журнале была опубликована статья Франсуа Трюффо.
Жакоб говорил: «Лестница — это религиозная метафора. На фестивалях в Венеции и Берлине вход в премьерный кинотеатр находится на первом этаже, как в случае с „Оскаром“. Только здесь, в Каннах, вы продвигаетесь все выше и выше».